# Cyclone (film, 1978)
Pour plus de détails, voir Fiche technique et Distribution.
Cyclone (en espagnol : El Ciclón) est un film mexicain réalisé par René Cardona Jr., sorti en 1978 et ayant comme vedettes Arthur Kennedy, Carroll Baker et Lionel Stander. L’intrigue suit un groupe de passagers d’un avion qui s’est écrasé, qui trouvent refuge sur un petit bateau d'excursion dans l’océan et qui finissent par recourir au cannibalisme pour survivre. Le film est prétendument basé en partie sur Les Naufragés (1944) d’Alfred Hitchcock.

## Synopsis
Dans la mer des Caraïbes, quelque part sur la côte du Mexique, les autorités locales reçoivent des rapports sur l’approche d’un cyclone et émettent une alerte générale, mais un petit avion de ligne, un bateau d’excursion et un chalutier de pêche ne reçoivent pas l’avertissement (ou n’en tiennent pas compte) et sont pris dans la tempête. Le bateau de pêche souffre d’une voie d'eau et coule, forçant les pêcheurs à l’abandonner. L’avion s’écrase dans la mer, tuant la plupart des passagers et forçant les autres à évacuer. Le moteur du bateau d’excursion est endommagé, de plus l’un des touristes est emporté par-dessus bord et se noie. Une fois la tempête retombée, les requins sont attirés dans la région par les morts restant à l’intérieur de l’épave de l’avion, puis ils tuent l’un des survivants à la dérive.
Une fois le cyclone parti, les garde-côtes mexicains commencent une recherche infructueuse des disparus. Après trois jours, ils abandonnent tout espoir de trouver des survivants. Les passagers de l’avion sont pris en charge par les pêcheurs, et plus tard ils sont pris en charge par le bateau d’excursion à la dérive. Au total vingt-sept personnes essayant de survivre. Alors que la nourriture et l’eau s’épuisent, les pêcheurs tuent un chien appartenant à l’un des touristes et le mangent. Lorsque l’un des pêcheurs meurt, il est utilisé pour appâter un requin, mais le requin parvient à emporter le cadavre. Lorsque l’un des touristes périt, son corps est découpé et sa chair séchée et salée pour la nourriture. En outre, l’une des touristes féminines donne naissance à un bébé. Au fur et à mesure que les jours passent et que la situation devient de plus en plus désespérée, il est décidé que plusieurs des passagers et Pitorro, le capitaine du chalutier, utilisent le canot de sauvetage pour aller chercher de l’aide. Les naufragés à la dérive sont finalement récupérés par un yacht américain de passage, et des efforts de sauvetage sont lancés.
Alors que la nuit passe, une passagère meurt et est jetée par-dessus bord par son mari en deuil. Le lendemain, Taylor, un passager égoïste de l’avion, tente de s’approprier une partie de la maigre réserve d’eau. Une bagarre éclate, au cours de laquelle le fond en verre du bateau est brisé. Le bateau coule, forçant les occupants à se jeter à l’eau. Alors qu’ils flottent dans la mer, les requins sont attirés par la scène et dévorent près de la moitié des naufragés, y compris Taylor, avant que deux hydravions n’arrivent et ne sauvent les survivants restants.

## Distribution
- Arthur Kennedy : le prêtre
- Carroll Baker : Sheila
- Lionel Stander : Taylor
- Andrés García : Andrés
- Hugo Stiglitz : le pilote
- Mario Almada : Pitorro
- Olga Karlatos : Monica
- Stefania D'Amario : Linda, l’hôtesse de l’air
- Edith González : Tiersa

## Sortie
Le film est sorti en 1978. Les versions allemande et italienne ont été sévèrement censurées, atténuant la sous-intrigue du cannibalisme. Le montage original du film, sorti à l’international, dure 114 minutes, tandis que le montage allemand et italien dure 97 minutes.